# Diane McBain
Diane J. McBain (Cleveland, Ohio; 18 de mayo de 1941-Los Ángeles, California; 21 de diciembre de 2022) fue una actriz estadounidense contratada por Warner Bros., alcanzó una breve notoriedad a principios de la década de 1960 en series de televisión de tipo B. Fue conocida por encarnar a chicas guapas rubias de alta sociedad tales como la socialité aventurera en la serie de televisión Surfside 6 de 1960-1962 y como una de las protagonistas femeninas de Elvis Presley en el film, Spinout de 1966.

## Biografía
Nacida en Cleveland, Ohio en 1941, McBain se mudó al área de Hollywood a una edad temprana y comenzó su carrera en el mundo del espectáculo como modelo adolescente en anuncios impresos de periódicos y televisivos.
Poseedora de un innegable atractivo físico y presencia escénica, durante su permanencia en Glendale High School, mientras aparecía en una obra de teatro de Los Ángeles, un buscador de talentos de Warner Bros. la vio y la contrató por 7 años de la compañía en 1956 a sus 17 años.
A partir de septiembre de 1957, a la edad de 17 años, se puso inmediatamente a trabajar, haciendo su debut actoral en televisión en dos episodios de la serie de TV, Maverick, el 8 de marzo con Jack Kelly y el 22 de noviembre de 1959 con James Garner, así como un episodio de la serie de TV, 77 Sunset Strip. 
La compañía se dio cuenta de que McBain no solo era una beldad, sino que poseía dotes actorales potenciales. Se le asignó un destacado papel de ingenua en su primer largometraje, Ice Palace (1960), con un presupuesto de 3,5 millones de dólares, junto a Richard Burton y Robert Ryan. La epopeya en tecnicolor se estrenó el 2 de enero de 1960 con críticas mixtas y pasó sin pena ni gloria, pero las opiniones de los críticos acerca de McBain fueron en general bastante favorables.
Warner Bros. continuó manteniendo a McBain durante 1960 con numerosas apariciones en sus programas de televisión. Regresó a la serie 77 Sunset Strip, y más tarde se encontró en Alaska con un papel como invitada en la entrega del 6 de marzo de The Alaskans, protagonizada por Roger Moore.
Su carrera en la compañía prosiguió con apariciones en series de TV como Sugarfoot, Bourbon Street Beat en 1967 y durante la segunda temporada de la serie Batman de la ABC, interpretó a la socialité Pinkie Pinkston, amiga del alias Bruce Wayne de Batman.

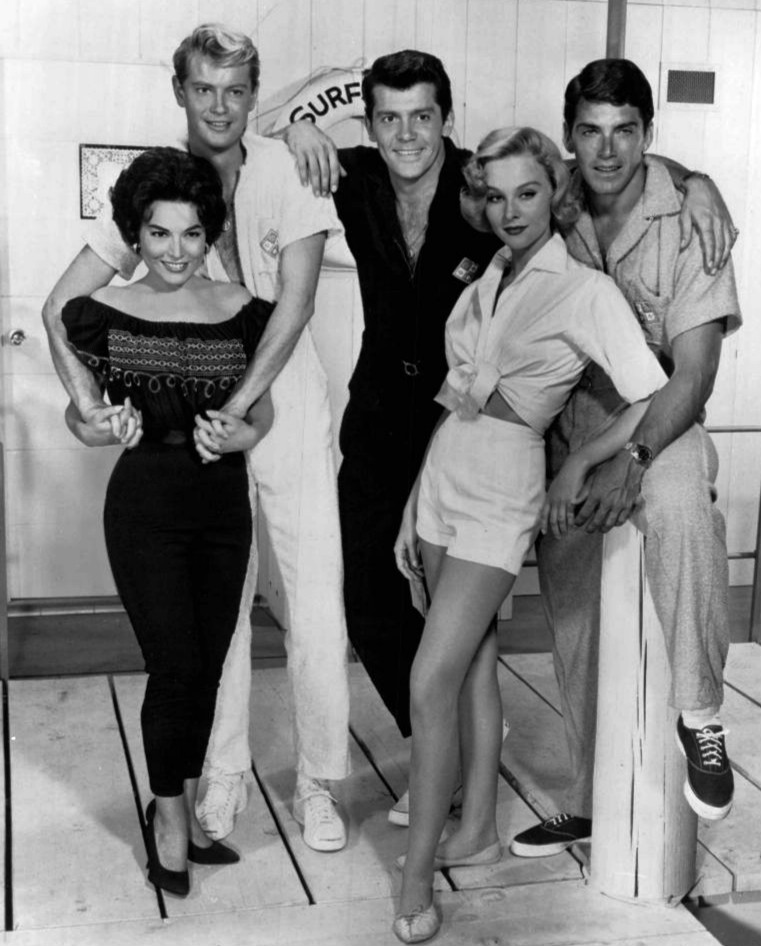
Diane Mc Bain junto a Van Williams, Margarita Sierra, Lee Patterson y Troy Donahue en la serie de TV. Surfside 6.

Warner Bros. le dio a McBain un papel regular en l serie juvenil Surfside 6 (1960–62), apoyando a Troy Donahue, Van Williams y Lee Patterson. La serie Surfside 6 duró tan solo dos temporadas, pero McBain alcanzó una popularidad alta que sería efímera.
McBain tuvo un año excepcional en 1960. Además de aparecer en un largometraje tipo A y protagonista invitada en ocho episodios de series de televisión, se le asignaron dos funciones actorales más. Se le ofreció uno de los tres papeles ingenuos en una película importante "A", Parrish (1961), como apoyo a Troy Donahue; las otras eran Connie Stevens y Sharon Hugueny. La película fue un éxito y recaudó más de USD $ 4 millones. 
Luego, Warner Bros. le dio a McBain el papel estelar en la película "B", Claudelle Inglish (1961), cuando reemplazó a la elección original para el papel principal a Anne Francis, en el papel principal. Se basó en una novela de Erskine Caldwell.
Warners Bros. le dio otro papel principal en un largometraje, Black Gold (1962), pero no fue un éxito. Volvió a ser estrella invitada en programas como Hawaiian Eye.
El productor Hall Bartlett tomó prestada a McBain para un papel en The Caretakers (1963) con Polly Bergen y Joan Crawford. 
Cuando la serie de TV, 77 Sunset Strip inició su sexta y última temporada en 1963 con una historia especial de cinco partes llamada 'Five', McBain actuó junto a Efrem Zimbalist, Jr. como "Carla Stevens". 
Luego apoyó a Debbie Reynolds en Mary, Mary (1963). Su última película para Warner fue A Distant Trumpet (1964) con Troy Donahue y Suzanne Pleshette, la última película del director Raoul Walsh. En una entrevista de 1964, dijo que "principalmente había sido elegida para interpretar a la niña rica mimada.
Warners Bros. quiso considerarla para Sex and the Single Girl (1964) en el papel de una secretaria. Ella rechazó el papel y Warner decidió no renovar su contrato. Diane McBain pasó a ser una artista independiente.
McBain fue estrella invitada para varias series de TV tales como: Arrest and Trial, Wendy and Me, Kraft Suspense Theatre. Bob Hope Presents the Chrysler Theatre  Burke's Law (varias veces), Jim West con Robert Conrad, Man from UNCLE y Vacation Playhouse. Su carrera iba en descenso paulatino y su aparición como una de las parejas de  Elvis Presley en el film, Spinout de 1966 no tuvo gran preponderancia para reactivar su carrera.
En la década de los 70, McBain aun conservando sus dotes, no encontró un nicho actoral donde encajara con su estilo como la chica guapa, ingenua y de alcurnia, los estilos y apariencias actorales habían cambiado de moda pasando a tomar lugar personas de apariencia comunes y corrientes. En ese tiempo contrajo matrimonio con Roddney L. Burke (matr. 1972 div.-1974) y tuvo un hijo al cual se dedicó en cuerpo presente y solo seleccionando trabajos que le permitieran su completa maternidad. McBain fue estrella invitada en Love to American Style, Mannix, To Rome with Love, of the Giants y Mod Squad.
Apareció en los largometrajes de serie B: The Delta Factor (1970), The Wild Season (1971), Huyendo del halcón (1973), Wicked, Wicked (1973) y The Deathhead Virgin (1974).
McBain también participó como invitado en la serie de televisión The Wide World of Mystery, Police Story y Barbary Coast.
Hacia fines de la década de 1970 y principios de 1980, McBain apareció en la serie de TV Donner Pass: The Road to Survival (1978), The Life and Times of Grizzly Adams, Hawaii Five-O, Los ángeles de Charlie, Ocho son suficientes, Days of Our Lives, Dallas, Matt Houston, Lobo del aire.
McBain apareció en series entre 1990-2001 interpretando roles de mujer madura y elegante en intervenciones tales como: Jake and the Fatman, Puppet Master 5 (1994), Sabrina, the Teenage Witch, Dra. Quinn, Medicine Woman, The Young and the Restless, The Broken Hearts Club: A Romantic Comedy (2000), Besotted (2001) y Strong Medicine (2001).

## Vida personal
McBain solo tuvo un matrimonio entre 1972-1974 con Rodney L. Burke y concibió un hijo en 1973, Evan quien siguió la carrera actoral. Diane McBain estuvo en relacionada de pareja con actores tales como: Raf Vallone (1965), Omar Sharif (1963), Trax Colton (1961 - 1966), Troy Donahue (1961), Rian Garrick (1961), Richard Beymer (1961), Robert Evans (1960), Angus Duncan (1960), Chad Everett (1960) y Jay Bernstein (1959).
En 1982, McBain fue objeto de una violación por dos hombres en su garaje en West Hollywood a la 1:30 a. m. del día de Navidad, después de que ella regresaba a casa de una fiesta. Comenzó una segunda carrera como consejera terapéutica de víctimas de violación. Mc Bain en 1990 expresó por este traumático hecho:- Nunca encontraron a los culpables. "La conmoción de lo que sucedió me causó pérdida de la memoria, incapacidad para concentrarme, y todavía estoy sobresaltada desproporcionadamente"-.

## Fallecimiento
McBain falleció de cáncer de hígado en la mañana del 21 de diciembre de 2022, en la Motion Picture Country Home de Los Ángeles, California, donde vivía desde mucho años atrás. Tenía 81 años.